# Space Age Baby Jane
Space Age Baby Jane är en svensk musikgrupp centrerad kring Anders Ljung som varit verksam sedan 1990-talet.

## Diskografi
- The Electric Light Parade (1998)
- The Electric Love Parade (2002)
- Penthouse Rock (2008)